# Пьер де Бордо

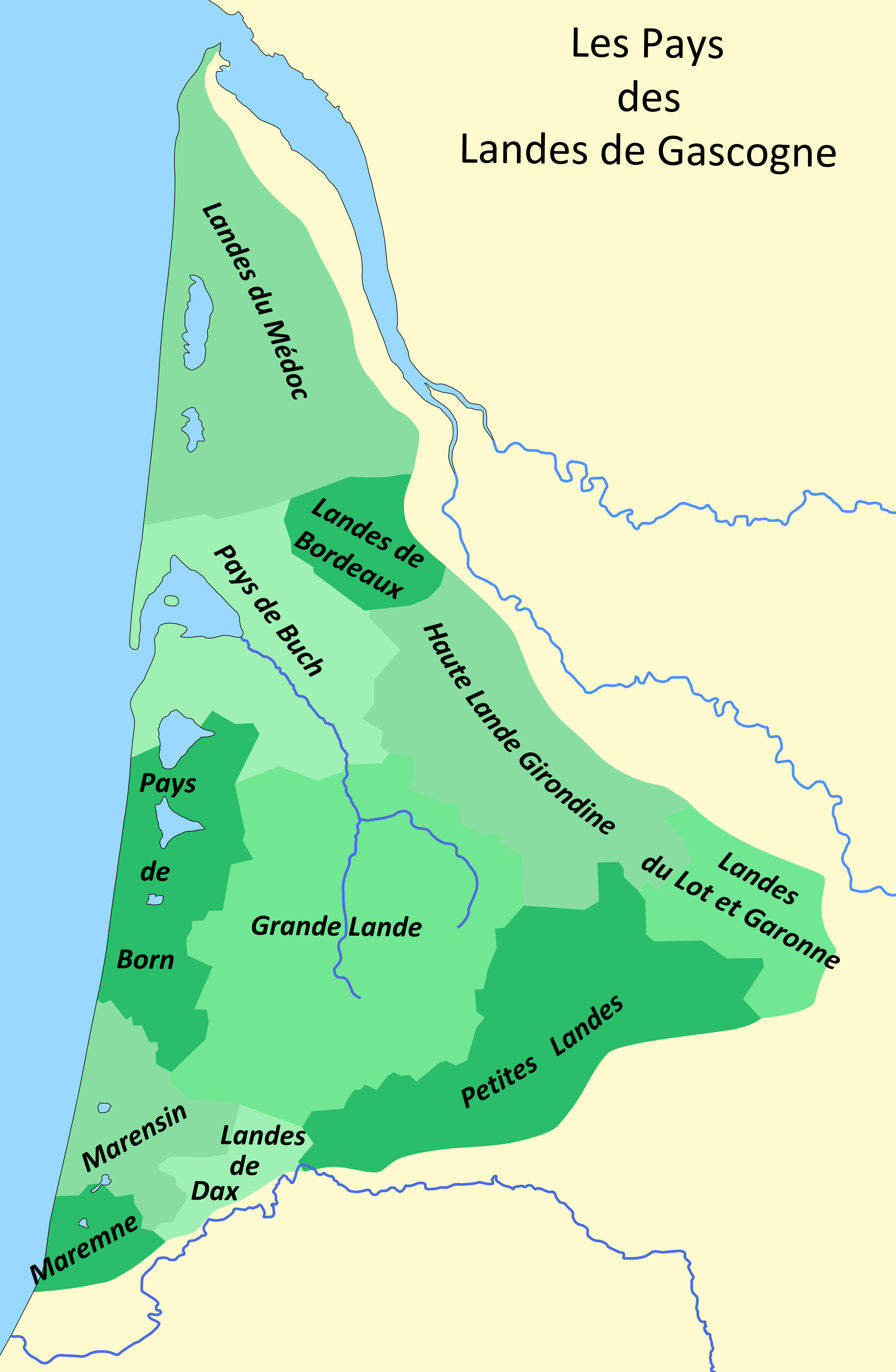
Страна Бюш на карте Гаскони

Пьер де Бордо (фр. Pierre de Bordeaux) по прозвищу Массип (фр. le Massip, букв. «Младший»; ум. около 1307) — капталь де Бюш с 1300 г. Последний мужской представитель рода, известного с XI века. Иногда нумеруется как Пьер VI.
В некоторых источниках указывается, что он — сын Пьера V де Бордо, после смерти отца унаследовал сеньорию Пюи-Полен (ок. 1283) и до совершеннолетия находился под опекой Маты де Бордо (жены Аманьё VII д’Альбре) — своей двоюродной бабки.
Племянник Пьера Аманьё де Бордо (ум. после 21 мая 1300), первого капталя де Бюш. По завещанию дяди унаследовал его капталат.
В 1301 году женился на Жанне де Перигор (ум. не ранее 1332), дочери перигорского графа Эли IX Талейрана и его жены Филиппы де Ломань.
Пьер де Бордо умер бездетным. Точный год смерти не известен, но уже в 1307 г. его вдова вышла замуж за Понса де Кастильона.
Капталат Бюш, сеньории Пюи-Полен и Кастельно унаследовала Ассалида де Бордо (ум. 1328) — сестра Пьера. Она первым браком была замужем за Бертраном де л’Иль-Журденом, а 1 сентября 1307 года снова вышла замуж — на этот раз за Пьера II де Гральи, виконта де Кастийон. Их потомки по мужской линии были капталями Бюша до 1572 года.